# Jacques Claes

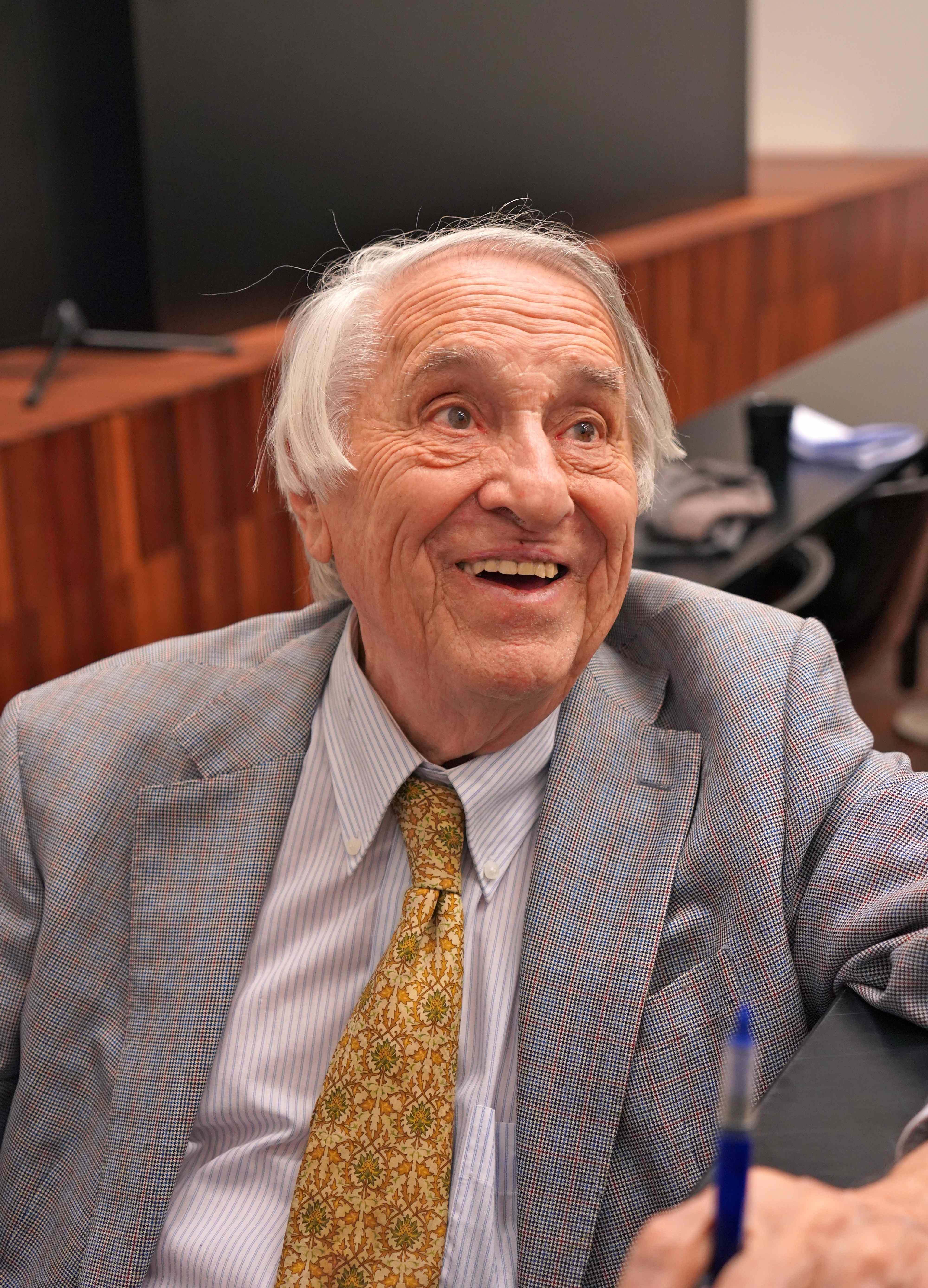
Jacques Claes

Professor Jacques Claes (Antwerpen, 22 juli 1929 – Heverlee, 17 mei 2022) was (emeritus) hoogleraar Psychologie aan de Antwerpse universiteit UFSIA, nu Universiteit Antwerpen.

## Jeugd
Hij werd geboren in een Franstalig gezin. Zijn vader was accountant. Zijn moeder was een Luxemburgse. Hij studeerde van 1941 tot 1947 aan het Onze-Lieve-Vrouwecollege te Antwerpen. Hij promoveerde aan de Universiteit Leiden (De Dingen en hun Ruimte). Hij kwam uit een katholieke familie. Zijn grootvader Cornelius Augustinus Claes, kleinzoon van Franciscus Claes, de burgemeester van Sint-Job-in-'t-Goor, was gehuwd met de zus van deken Seeldrayers, deken van Boom.

## Filosofie
Claes staat bekend om zijn heldere filosofische geest, een scherpzinnige blik en humorvolle taal. Hij was en staat bekend als boeiend spreker op lezingen waarin het verband tussen geschiedenis, filosofie en psychologie centraal staat. Vanuit zijn werkkamer op de Groenplaats met zicht op de Antwerpse kathedraal denkt hij na over de zin van het leven. Hij schreef hierover vele boeken. Eén gedachte van Claes komt in zijn werken steeds terug: de relatie tussen de mens en de dingen. Een van de momenten die Claes hebben gemarkeerd, is de dood van zijn oudste zoon in 1978 in Zwitserland. Over het verdriet dat zo'n verlies met zich meebrengt en de troost die men kan putten uit diverse dingen, heeft hij een boek geschreven "De wieg van het verdriet". In 1999 verscheen bij uitgeverij Pelckmans: "Mijmeringen over de twintigste eeuw."

## Boeken
- Mijmeringen over de twintigste eeuw: Een verhaal over een veranderde aanwezigheid. Kapellen: Pelckmans, 1999; ISBN 9789028927353
- De gebeurtenis Antwerpen: hoe het ging en gaat. Ekeren: Pandora Publishers NV, 2019; ISBN 9789053254615[3]

- Digitale Bibliotheek voor de Nederlandse Letteren: clae035
- International Standard Name Identifier: 0000 0003 8570 9096
- Library of Congress Control Number: n94010456
- Nederlandse Thesaurus van Auteursnamen: 070599165
- Virtual International Authority File: 247064545
- WorldCat: E39PBJyRwFw4pRxbJ98x8KDrMP